# Liste der Monuments historiques in Ferrière-et-Lafolie
Die Liste der Monuments historiques in Ferrière-et-Lafolie führt die Monuments historiques in der französischen Gemeinde Ferrière-et-Lafolie auf.

## Liste der Objekte
| Bezeichnung               | Beschreibung                                        | Standort                                             | Kennzeichnung | Schutzstatus | Datum | Bild |
| ------------------------- | --------------------------------------------------- | ---------------------------------------------------- | ------------- | ------------ | ----- | ---- |
| Skulptur Madonna mit Kind | Holz, farbig gefasst und vergoldet, 18. Jahrhundert | Ferrière, in der Kirche St-Jean-l’Évangéliste (Lage) | PM52000465    | Classé       | 1984  |      |